# Lidens församling
Lidens församling är en församling i Medelpads kontrakt i Härnösands stift. Församlingen ingår i Medelpads norra pastorat och ligger i Sundsvalls kommun i Västernorrlands län, Medelpad.

## Administrativ historik
Församlingen har medeltida ursprung. Ur församlingen utbröts senast omkring 1300 Holms församling. Församlingen namn mellan 1 januari 1886 och den 1 januari 1936 var Indals-Lidens församling.
Församlingen var under 1300-talet moderförsamling i pastoratet Liden och Holm för att därefter till 15 mars 1889 vara annexförsamling i pastoratet Indal, Liden och Holm. Från 15 mars 1889 moderförsamling i pastoratet Liden, Holm till en tidpunkt efter 1998 men före 2003 från vilken församlingen är annexförsamling i pastoratet Indal, Liden, Sättna och Holm. 1 januari 2025 blev församlingen en del av Medelpads norra pastorat.

## Kyrkor
- Lidens gamla kyrka
- Lidens nya kyrka